# Norther
Norther je bio finski melodični death metal sastav iz grada Espoo u blizini Helsinkija, čiji stil uključuje elemente heavy metala i power metala. Kritičari često uspoređuju Norther (osobito njihov prvi album) sa sastavom Children of Bodom.

## Povijest
Sastav su početkom 1996., pod imenom Requiem, osnovali gitarist Petri Lindroos i bubnjar Toni Hallio s još dva glazbenika. U početku, sastav nije imao vlastiti prostor za vježbanje, ali krajem 1997., Alexander Kuoppala (bivši gitarist već spomenutog sastava Children of Bodom) im je ponudio pogodno mjesto gdje bi mogli vježbati, u Lepakku (mjesto za neovisnu kulturu mladeži u Helsinkiju); u to je vrijeme sastav odlučio promijeniti naziv iz Requiem u Decayed. Sreća je bila kratkotrajna, jer je prostor u kojem su vježbali uskoro srušen. Nadalje, dva glazbenika koji su svirali u pratnji ubrzo gube motivaciju i odlaze iz sastava.
Nakon nekoliko mjeseci, sastav je ponovno bio u potrazi za prostorom gdje bi vježbali, kao i članovima kako bi popunili sastav. Ni nakon nekoliko audicija nisu bili u mogućnosti naći članove koje su smatrali prikladnima za rad s njima te na bazi tog slijedi duža pauza, koja traje do početka 2000. Tada Lindroos i Hallio upoznaju gitarista Kristiana Rantu. Sastav je ponovno oživljen, i uz pomoć dvaju prijatelja Kristiana Rante, Sebastiana Knighta i Joakima Ekroosa, snimio je svoj prvi demo u studenom 2000. pod nazivom "Warlord". Tada je po prvi put upotrijebljeno ime Norther. Obećavajući ih demo dovodi do potpisivanja ugovora sa Spinefarm Records.
Zbog privatnih problema Ekroos i Knight odlaze iz sastava, što vodi Norther do pronalaženja punog sastava, kada se basist Jukka Koskinen te klavijaturist Tuomas Planman pridružuju sastavu.
Kada je njihov prvi studijski album, Dreams of Endless War, snimljen i izdan 2002., Norther počinje primati pozitivne reakcije od strane stručnog tiska i pocinje svirati gaže u Helsinkiju i okolici. Slijedom ovog, sastav je održavao ritam nizanja albuma za albumom, izdavanjem Mirror of Madness (2003.), Death Unlimited (2004.), Till Death Unites Us (2006.), i posljednjeg N iz (2008.), jednako tako i singlove Released (2002.), Unleash Hell (2003.), Spreading Death (2003.), i Scream (2006.), te Mini-DVD singl Spreading Death, i EPove Solution 7 (2005.) i No Way Back (2007.).
U listopadu 2005., bubnjar Toni Hallio napušta sastav, te tako gitarist/pjevač Petri Lindroos preostaje jedini prvobitni član Northera. Hallia je zamijenio Heikki Saari, prijašnji bubnjar skupina Virtuocity, Force Majeure, Tuoni (samo uživo) i Amberian Dawn.
Norther je ušao u studio Astia u Lappeenranti u kolovozu/rujnu, kako bi snimio svoj sljedeći studijski album. Slijedi 2006. "Till Death Unites Us" kojeg je producirao Anssi Kippo.
Dana 21. studenog 2007. Norther objavljuje da su ugovorili novo snimanje za Century Media Records, dok će Marquee Avalon Records distribuirati albume u Japanu. Njihov dosad posljednji album, N, objavljen je 13. veljače 2008. Na tom se albumu nalazi pjesmu "We Rock", za koju je Norther snimio video spot u produkciji Tunne Productions of Helsinki.
Norther je do sada svirao na turnejama uz sastave Dimmu Borgir, Finntroll, Amoral i Turisas.
Dana 4. ožujka 2009., jedini preostali prvobitni član Northera, pjevač i gitarist Petri Lindroos, napušta Norther. Kao razlog se navodi Petrijeva prevelika angažiranost u Ensiferumu (u kojem također svira i pjeva od 2004.) koja je onemogućila Northeru da nastavi dalje kao aktivan sastav. Lindroos je objavio da će se od sada potpuno koncentrirati na svoj rad u Ensiferumu.
14. travnja 2009. Norther je objavio dolazak Aleksija Sihvonena (bivšeg frontmena finskog melodic death metal sastava Imperanon) kao novog vokala. Također se sastavu priključuje i Daniel Freyberg, ali samo kao live-gitarist.
Godine 2011. objavili su svoj šesti, te ujedno i posljednji album Circle Regenerated. U srpnju 2012. sastav je objavio da prekidaju s radom, te su posljednji nastup imali 10. kolovoza 2012. na Brutal Assaultu.

## Sastav

### Posljednja postava
- Aleksi Sihvonen - vokali (2009. – 2012.)
- Kristian Ranta - gitara, clean vokali (2000. – 2012.)
- Heikki Saari - bubnjevi (2005. – 2012.)
- Jukka Koskinen - bas (2000. – 2012.)
- Tuomas Planman - klavijature (2000. – 2012.)
- Daniel Freyberg - gitara uživo (2009. – 2012.)

### Ostali bivši članovi
- Petri Lindroos - harsh vokali, gitara (1996. – 2009.)
- Toni Hallio - bubnjevi (1996. – 2005.)
- Tuomas Stubu - bas (1996. – 1997.)
- Roni Korpas - gitara (1996. – 1999.)
- Sebastian Knight - klavijature (2000.)
- Joakim Ekroos - bas (2000.)

## Diskografija

### Studijski albumi
- Dreams of Endless War (2002.)
- Mirror of Madness (2003.)
- Death Unlimited (2004.)
- Till Death Unites Us (2006.)
- N (2008.)
- Circle Regenerated (2011.)

### Demoi i EP-ovi
- Warlord (2000.)
- Solution 7 (2005.)
- No Way Back (2007.)

### Singlovi
- Released (2002.)
- Unleash Hell (2003.)
- Spreading Death (2004.)
- Spreading Death (DVD) (2004.)
- Scream (2006.)
- Break Myself Away  (2010)

### Warlord
Warlord je jedini Northerov demo, koji je objavljen u studenom 2000. Warlord je izmiksan u samo nekoliko sati i sadrži obradu pjesme američkog heavy metal sastava Skid Row - "Youth Gone Wild". Pjesma "Warlord" je preimenovana u "Endless War", koja je identična pjesmi s albuma Dreams of Endless War.

### Popis pjesama
1. "Towards the Storm" (Instrumental) - 2:14
2. "Warlord" - 6:42
3. "The Victorious One" - 5:33
4. "Youth Gone Wild" (Skid Row obrada) - 3:04

## Videografija
| Video             | Album                 | Trajanje |
| ----------------- | --------------------- | -------- |
| Released          | Dreams of Endless War | 4:12     |
| Mirror of Madness | Mirror of Madness     | 4:32     |
| Death Unlimited   | Death Unlimited       | 4:55     |
| Frozen Angel      | No Way Back           | 4:07     |
| We Rock           | N                     | 3:57     |

## Obrade
- "Youth Gone Wild" (Skid Row) - s albuma Dreams of Endless War, Released (CD singl) i Warlord (Demo)
- "The Final Countdown" (Europe) - s albuma Dreams of Endless War
- "Smash" (The Offspring) - s albuma Mirror of Madness i Unleash Hell (CD singl)
- "Tornado of Souls" (Megadeth) - s albuma Death Unlimited i Spreading Death (CD singl)
- "Sabotage" (Beastie Boys) - s albuma N (Bonus)

## Vanjske poveznice
- Norther službena stranica  Arhivirana inačica izvorne stranice od 9. kolovoza 2012. (Wayback Machine)
- Norther ruska stranica
- Norther bugarska stranica  Arhivirana inačica izvorne stranice od 9. lipnja 2009. (Wayback Machine)
- Finski fansite[neaktivna poveznica]
- Intervju s Jukkom Koskinenom i Petrijem Lindroosom @ ME Metalhour  Arhivirana inačica izvorne stranice od 24. srpnja 2011. (Wayback Machine)
- Izvješće s turneje Norther's Spring 2008 turneja po Europi zajedno sa sastavom TURISAS @ ShutterBLAST.net  Arhivirana inačica izvorne stranice od 3. rujna 2008. (Wayback Machine)